# Pycnoscelus aurantius
Pycnoscelus aurantius är en kackerlacksart som beskrevs av Hanitsch 1935. Pycnoscelus aurantia ingår i släktet Pycnoscelus och familjen jättekackerlackor. Inga underarter finns listade i Catalogue of Life.